# Lipová u Šluknova
Lipová u Šluknova – przystanek kolejowy w Lipovej, w kraju usteckim, w Czechach. Znajduje się na wysokości 350 m n.p.m.
Jest zarządzany przez Správę železnic. Na przystanku nie ma możliwości zakupu biletów, a obsługa podróżnych odbywa się w pociągu.

## Linie kolejowe
- Rumburk – Sebnitz